# Robert E. Morrison
Robert E. Morrison (Iowa, 18 december 1911 - Los Angeles, 25 juli 1970) was een Amerikaanse filmproducent en regieassistent. Hij is de broer van de legendarische acteur John Wayne.

## Biografie
Morrison werd op 18 december 1911 geboren te Iowa als de jongere broer van acteur John Wayne. Hij was werkzaam als producent bij verschillende films van Batjac Productions, het productiehuis van zijn broer. 
Op 58-jarige leeftijd stierf Morrison aan de gevolgen van longkanker. 

## Filmografie
| Jaar | Productie          | Functie              |
| ---- | ------------------ | -------------------- |
| 1956 | Seven Men from Now | Producent            |
| 1956 | Gun the Man Down   | Producent            |
| 1956 | Man in the Vault   | Producent            |
| 1958 | China Doll         | Uitvoerend producent |
| 1958 | Escort West        | Producent            |
| 1960 | The Alamo          | Uitvoerend producent |
| 1963 | McLintock!         | Productiecoördinator |